# Chilcal (Lima)
Chilcal es un caserío peruano ubicado en el distrito de Paramonga, perteneciente a la provincia de Barranca del departamento de Lima, en la costa central del Perú. 

## Ubicación
Chilcal se ubica al noroeste de la provincia de Barranca, en el distrito de Paramonga, en el departamento de Lima.

## Demografía
En 2017 Chilcal tenía una población de 58 habitantes.
| Gráfica de evolución demográfica de Chilcal entre 1993 y 2017 |
|                                                               |
| Fuentes: Población 1993 y 2017                                |